# Найдюк Юрій Георгійович
НАЙДЮ́К Юрій Георгійович (нар. 23 липня 1955 р., с. Богданівка Корецького району Рівненської області) — фізик. Доктор фізико-математичних наук, професор, член-кореспондент НАН України. Лауреат Державної премії України в галузі науки і техніки. Лауреат премії НАН України імені Б. І Вєркіна. З 2021 по 2024 директор Фізико-технічного інституту низьких температур імені Б. І. Вєркіна НАН України, головний редактор міжнародного журналу «Фізика низьких температур» («Low Temperature Physics»).

## Життєпис
Юрій Георгійович Найдюк народився 23 липня 1955 р. в с. Богданівка Рівенської області. В 1971 закінчив з золотою медаллю Великомежиріцьку середню школу (Великі Межирічі, Корецький район, Рівненська область) і поступив на фізичний факультет Харківського державного університету. Після закінчення в 1976 ХДУ з відзнакою був прийнятий на роботу у Фізико-технічний інститут низьких температур АН УРСР (Харків). У 1982 р. захистив дисертацію на здобуття наукового ступеня кандидата фізико-математичних наук на тему «Дослідження механізмів розсіювання електронів провідності в металевих точкових контактах» (науковий керівник І. К. Янсон). У 2001 отримав науковий ступінь доктора фізико-математичних наук. Тема дисертації «Мікроконтактна спектроскопія сильно корельованих електронних систем». В 2000 р. йому присвоєно вчене звання старшого наукового співробітника. Професор з 2011 р. У 2021 був обраний членом-кореспондентом НАН України. У 2003—2011 — провідний науковий співробітник, від 2011 — завідувач відділу мікроконтактної спектроскопії ФТІНТ. З 2021 по 2024 директор, наразі головний науковий співробітник Фізико-технічного інституту низьких температур імені Б. І. Вєркіна НАН України. Працював і стажувався у багатьох відомих наукових центрах.

## Наукова діяльність
Основними напрямами наукової діяльності Ю. Г. Найдюка є дослідження взаємодії електронів провідності з квазічастинковими збудженнями у твердих тілах за допомогою метода  мікроконтактної спектроскопії; дослідження сильнокорельованих електронних систем та мікроконтактна спектроскопія актуальних надпровідників, в тому числі таких перспективних як диборид магнію, рідкісноземельні нікель-борокарбідні сполуки, новітні залізовмісні надпровідники та топологічні напівметали тощо. Ю. Г. Найдюк досліджує електронний транспорт в точкових контактах при надвисоких густинах струму та сильних електричних полях при низьких температурах, процеси перенесення заряду та спіну в нанорозмірних структурах на основі магнітовпорядкованих сполук та матеріалів.
Ю. Г. Найдюк є автором та співавтором понад 120 наукових статей та трьох оглядових публікацій, індексованих в базах даних  SCOPUS та Web of Science. В співавторстві з академіком І. К. Янсоном у видавництві «Springer» ним видана перша у світовій літературі монографія «Point-contact spectroscopy». Має індекс Гірша h=18 (Scopus).
Ю. Г. Найдюк веде активне співробітництво зі вченими Європи, США та Китаю, куди регулярно отримує запрошення для проведення спільних досліджень. Загалом понад 5 років, він працював в таких відомих центрах як Лабораторія сильних магнітних полів в м. Гренобль (Франція), Фізичний інститут при університеті м. Карлсруе (Німеччина), Королівський технологічний інститут в м. Стокгольмі (Швеція), Інститут експериментальної фізики м. Кошіце (Словаччина), Університет м. Турку (Фінляндія), Техаський A&M університет м. Колледж Стейшен (США), Інститут дослідження твердих тіл та матеріалів ім. Лейбніца, м. Дрезден (Німеччина).
Найбільш вагомі результати наукової діяльності Ю. Г. Найдюка:
- Розробка та впровадження методу мікроконтактної спектроскопії для дослідження взаємодії електронів провідності з квазічастинковими збудженнями, серед яких фонони, локальні та квазілокальні коливання, магнітні домішки (ефект Кондо).
- Досліджено теплові ефекти у мікроконтактах та розвинуто модуляційну мікроконтактну спектроскопію. Виявлені ефекти викликані надвисокою густиною струму в мікроконтактах, серед яких термоелектричні ефекти Зеєбека та Пельтьє. Показана можливість детектування фазових переходів під дією струму.
- Виявлені ефекти кристалічного поля в інтерметалічних з'єднаннях з рідкісноземельними іонами, де вперше детектовано зеєманівське розщелення та парамагнонні збудження за допомогою мікроконтактної спектроскопії
- Досліджена температурна та магнітопольова залежність параметра порядку в простих надпровідниках Zn, Sn, In, Nb на основі вивчення спектрів андрєєвського відбиття, що дало експериментальне обґрунтування існуючої теорії.
- Розвинутий метод мікроконтактної спектроскопії для сімейства важкоферміонних сполук у нормальному та надпровідному стані. Виявлені особливості поверхневого надпровідного стану та квантування провідності в цих сполуках.
- Методом андрєєвського відбиття виявлено дві щілини в надпровідному стані дибориду магнію MgB2. Встановлена анізотропія електрон-фононної взаємодії в цій сполуці.
- Експериментально підтверджено двощілинний характер надпровідності в рідкісноземельних нікельборокарбідних сполуках на основі аналізу особливостей їх спектрів андрєєвського відбиття. Досліджені спектри електрон-квазічастинкової взаємодії, знайдена низькочастотна квазічастинкова мода і виявлені ефекти кристалічного поля в цих сполуках.
- Дослідження спін-залежних ефектів в провідності мікроконтактів на основі магнітовпорядкованих матеріалів та відкриття поверхневого спін-вентильного ефекту, який реалізується на атомному масштабі.
- Реалізація мікроконтактного спінового діода на основі нанорозмірного подвійного тунельного переходу із мультишаруватої структури Fe/MgO, який є перспективним для побудови різних логічних елементів та пам'яті.
- Проведені піонерські дослідження новітніх залізовмісних надпровідників та топологічних напівметалів методом мікроконтактної спектроскопії. Виявлено існування поверхневого надпровідного стану в мікроконтактах на основі шаруватих вейлівських сполук МоТе2 та WTe2, який може мати «топологічні» надпровідні фази, перспективні для використання при розробці відмовостійких квантових обчислень

## Науково-організаційна робота
- Головний редактор журналу «Фізика низьких температур».
- Голова Наукової ради з проблеми «Фізика низьких температур і кріогенна техніка» при ВФА НАН України[10].
- Член Наукової ради Національного фонду досліджень України (2019—2020).
- Член бюро Відділення фізики і астрономії НАН України.[11]

## Нагороди
- Державна премія України в галузі науки і техніки (2015).
- Нагрудний знак НАН України «За професійні здобутки» (2010)
- Премія НАН України імені Б. І Вєркіна (2006)
- Alexander von Humboldt Fellowship (1995/1996)

## Наукові проєкти та гранти (2009—2021)
- 2009—2013: 7-th Framework Programme (Європейська рамкова програма з наукових досліджень)
- 2010—2014:  «НАНО» НАН України
- 2012—2016: Alexander von Humboldt research group linkage grant (Germany)
- 2017—2021: Volkswagen foundation Trilateral Partnerships — Cooperation Project (Germany)
- 2019—2021: Ukrainian (NASU) — Slovak (SAS) joint research project
- 2021—2024: Alexander von Humboldt research group linkage grant (Germany)

## Вибрані публікації

### Монографія
- Yu. G. Naidyuk, I.K. Yanson, Point-contact spectroscopy, Springer, New-York, 2005.

### Огляди
- Yu. G. Naidyuk, I.K. Yanson, Point-contact spectroscopy of heavy-fermion systems (review). J. Phys.C: Cond. Matter, 10,  8905 (1998).
- I.K. Yanson and Yu.G. Naidyuk, Advances in point-contact spectroscopy: two-band superconductor MgB2 (review), Low Temperature Physics 30, 261 (2004).
- Yu. G. Naidyuk, K. Gloos, Anatomy of point-contact Andreev reflection spectroscopy from the experimental point of view (Review), Low Temperature Physics 44, 257 (2018).

### Основні наукові праці
1. B.I. Verkin, I.K. Yanson, I.O. Kulik, O.I. Shklyarevskii, A.A. Lysykh, Yu.G. Naydyuk. Singularities in d2V/dI2 dependencies of point contacts between ferromagnetic metals. Solid State Communs., 30,  215 (1979).
2. A.A. Lysykh, I.K. Yanson, O.I. Shklyarevski, Yu.G. Naydyuk, Point-contact spectroscopy of electron-phonon interaction in alloys. Solid State Communs., 35,  987 (1980).
3. M. Reiffers, Yu.G. Naidyuk, A.G.M. Jansen, P. Wyder, I.K. Yanson, D. Gignoux and D.P. Schmitt, Direct measurement of the Zeeman splitting of crystal-field levels in PrNi5 by point-contact spectroscopy, Phys. Rev. Lett. 62, 1560 (1989).
4. A. Nowack, Yu.G. Naidyuk, P.N. Chubov, I.K. Yanson, and A. Menovsky, Point-contact study of the heavy-fermion system URu2Si2, Z. Phys.B — Cond. Matter, 88, 295 (1992).
5. Yu. G. Naidyuk, I. K. Yanson, L. V. Tyutrina, N. L. Bobrov, P. N. Chubov, W. N. Kang, Hyeong-Jin Kim, Eun-Mi Choi, and Sung-Ik Lee, Superconducting Energy Gap Distribution in c-Axis Oriented MgB2 Thin Film from Point Contact Study, JETP Lett., 75, 238 (2002).
6. I. K. Yanson, Yu. G. Naidyuk, D. L. Bashlakov, V. V. Fisun, O. P. Balkashin, A. Konovalenko, V. Korenivski, R. I. Shekhter, Spectroscopy of Phonons and Spin Torques in Magnetic Point Contacts. Phys. Rev. Lett. 95, 186602 (2005).
7. I. K. Yanson, Yu. G. Naidyuk, V. V. Fisun, A. Konovalenko, O. P. Balkashin, L. Y. Triputen, and V. Korenivski, Surface Spin-Valve Effect, Nano Letters, 7, 927 (2007).
8. A. Iovan, S. Andersson, Yu. G. Naidyuk, A. Vedyaev, B. Dieny, and V. Korenivski, Spin Diode Based on Fe/MgO Double Tunnel Junction, Nano Letters 8, 805 (2008).
9. Yu. G. Naidyuk, O.E.Kvitnitskaya, I. K. Yanson, G. Fuchs, S. Haindl, M. Kidszun, L. Schultz, B. Holzapfel, Point-contact study of ReFeAsO1−xFx (Re = La, Sm) superconducting films, Supercond. Sci. Technol. 24, 065010 (2011).
10. Yu.G. Naidyuk, G. Fuchs, D.A. Chareev, A.N. Vasiliev, Doubling of the critical temperature of FeSe observed in point contacts, Phys. Rev. B 93, 144515 (2016).
11. Yurii Naidyuk, Oksana Kvitnitskaya, Dmytro Bashlakov, Saicharan Aswartham, Igor Morozov, Ivan Chernyavskii, Günter Fuchs, Stefan-Lüdwig Drechsler, Ruben Hühne, Kornelius Nielsch, Bernd Büchner, and Dmitriy Efremov, Surface superconductivity in the Weyl semimetal MoTe2 detected by point contact spectroscopy, 2D Materials, 5, 045014 (2018).